# 전신마취

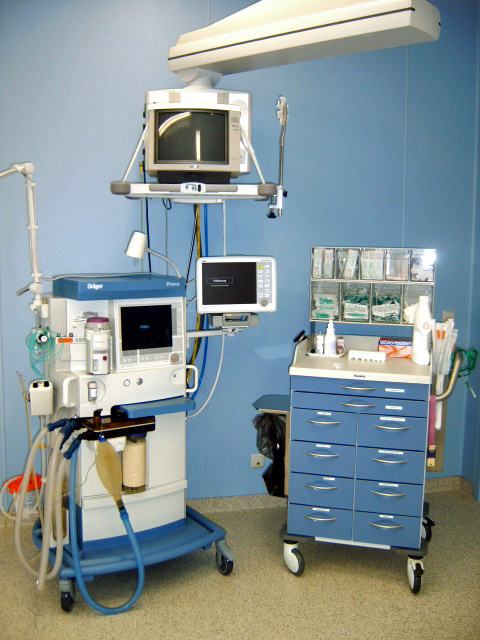
마취를 위한 장비.

전신 마취(全身痲醉, 영어: general anaesthesia 또는 general anesthesia)는 보호 반사의 손실과 함께 의학적으로 유도된 무의식 상태이며 하나 이상의 전신 마취 작용 물질을 투여함으로써 이루어진다. 환자가 견딜 수 없을만큼 통증이 있는 수술을 가능케 하고 수술 중에 환자가 깨어나지 못하게 한다.

## 목적
전신 마취에는 많은 목적이 있다.
1. 통각 상실 (통증에 대한 반응의 소실)
2. 기억 상실 (기억의 소실)
3. 부동 상태 (운동 반사의 소실)
4. 최면 상태 (무의식)
5. 마비 (골격근의 이완)

## 단계
1937년 아서 어네스트 귀델이 소개한 귀델의 구분은 마취의 4단계를 기술하고 있다.
- 1단계: 유도 단계. 유도제의 투여와 의식의 소실 사이의 시간이다. 이 단계에서 환자는 기억 상실이 없는 무통증에서 기억 상실이 있는 무통증으로 진행된다. 환자는 이 시기에 대화를 계속할 수 있다.
- 2단계: 흥분 단계. 의식의 소실이 있는 시간으로, 흥분하여 의식이 혼미해진다.  이 단계 동안 환자의 호흡과 심박수는 불규칙하게 된다. 또, 통제되지 않는 운동, 구토, 호흡 정지, 동공 반응이 있을 수 있다.
- 3단계: 수술 마취. 골격근 이완, 구토의 정지, 호흡 억제가 발생하며, 안구 운동이 느려지다가 정지한다. 환자는 무의식에 빠지며 수술한 준비가 된다.
- 4단계: 과다 복용. 외과적 자극의 양에 비해 상대적으로 너무 과도한 마취제가 투여되며 환자에게 심각한 뇌줄기 또는 숨뇌 억제가 발생되어 호흡이 멈추고 잠재적인 심혈관 붕괴가 발생한다. 이 단계는 심혈관 및 호흡 지원이 없을 경우 치명적이다.

## 같이 보기
- 국소 마취